# Campionato sudamericano di rugby 1958
Il campionato sudamericano di rugby 1958 (in spagnolo Sudamericano de Rugby 1958; in portoghese Campeonato Sul-Americano de Rugby de 1958) fu il 2º campionato continentale del Sudamerica di rugby a 15.
Si tenne in Cile dall'11 al 18 settembre 1958 tra quattro squadre nazionali e fu vinto dall'Argentina, al suo secondo successo, assoluto e consecutivo.
Il torneo, il primo con tale nome ma il secondo ad assegnare il titolo continentale dopo il Torneo internacional del 1951, fu organizzato a cura della federazione cilena che invitò Argentina, Perù e Uruguay a un quadrangolare a girone unico da tenersi a Santiago e Viña del Mar.
L'Argentina si aggiudicò il titolo vincendo la competizione a punteggio pieno; a latere del torneo i dirigenti federali riuniti in Cile deliberarono di dare cadenza trimestrale al torneo la cui successiva edizione si tenne, quindi, nel 1961.
Il valore delle marcature, come stabilito dall’IRFB nel 1948, era: 3 punti per ciascuna meta (5 se trasformata), 3 punti per la realizzazione di ciascun calcio piazzato, mark o drop.

## Squadre partecipanti
- Argentina
- Cile
- Perù
- Uruguay

## Risultati

### 1ª giornata
| Santiago del Cile 11 settembre 1958 | Cile         | 34 – 9 | Uruguay | Prince of Wales Country Club\| Arbitro: \| C. Seminario \| |
| Arbitro:                            | C. Seminario |        |         |                                                            |

| Santiago del Cile 11 settembre 1958 | Argentina  | 44 – 0 | Perù | CD Stade Francais\| Arbitro: \| J. Yorston \| |
| Arbitro:                            | J. Yorston |        |      |                                               |

### 2ª giornata
| Viña del Mar 15 settembre 1958 | Cile | 31 – 3 | Perù | Club Everton |

| Viña del Mar 15 settembre 1958 | Argentina | 50 – 3 | Uruguay | Club Everton\| Arbitro: \| W. Pérez \| |
| Arbitro:                       | W. Pérez  |        |         |                                        |

### 3ª giornata
| Santiago del Cile 18 settembre 1958 | Uruguay | 10 – 6 | Perù | CD Stade Francais\| Arbitro: \| F. Hart \| |
| Arbitro:                            | F. Hart |        |      |                                            |

| Santiago del Cile 18 settembre 1958 | Cile | 0 – 14 | Argentina | Prince of Wales Country Club |

## Classifica
| Pos | Squadra   | G | V | N | P | PF  | PS | DP   | Pt |
| --- | --------- | - | - | - | - | --- | -- | ---- | -- |
| 1   | Argentina | 3 | 3 | 0 | 0 | 108 | 3  | +105 | 6  |
| 2   | Cile      | 3 | 2 | 0 | 1 | 65  | 26 | +39  | 4  |
| 3   | Uruguay   | 3 | 1 | 0 | 2 | 22  | 90 | −68  | 2  |
| 4   | Perù      | 3 | 0 | 0 | 3 | 9   | 85 | −76  | 0  |